# Anatra laccata alla pechinese
L'anatra laccata alla pechinese (北京烤鴨T, 北京烤鸭S, BěijīngkǎoyāP) è un complesso piatto della cucina pechinese.

## Storia
In Cina l'anatra laccata al miele fu per secoli un piatto consumato all'interno della corte imperiale. La ricetta iniziò poi a diffondersi anche tra le classi agiate della capitale cinese grazie a cuochi che avevano prestato servizio a corte e che dopo aver lasciato il palazzo imperiale aprirono ristoranti in città. Nel 1864 Yang Quanren (楊全仁) fondò a Pechino il ristorante Quanjude (全聚德) e introdusse un metodo di cottura più efficiente. Il ristorante divenne molto noto sia in patria che all'estero e la ricetta si diffuse nel resto del mondo, diventando nel secolo successivo uno dei simboli della nazione asiatica.

## Caratteristiche

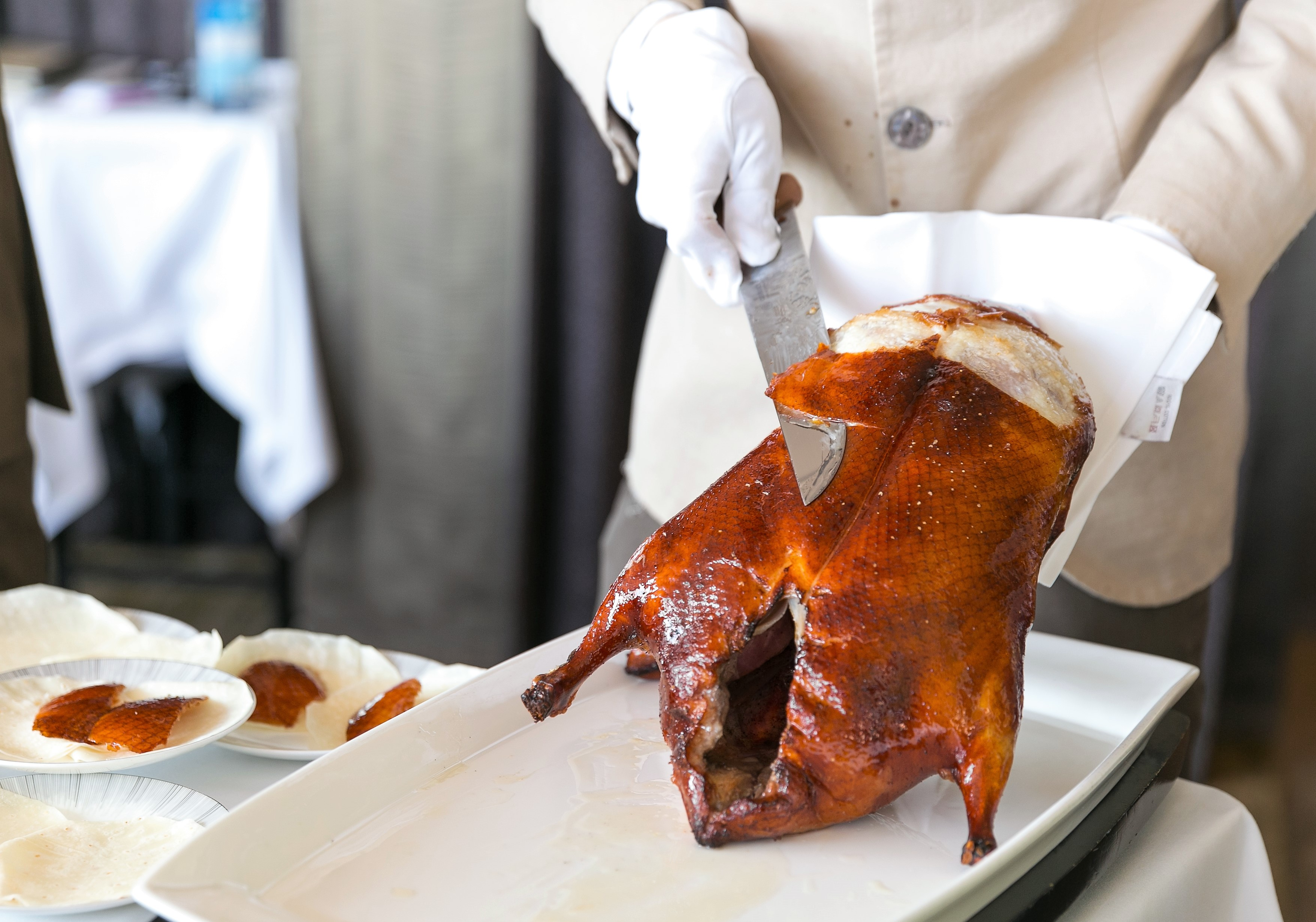
Separazione della pelle

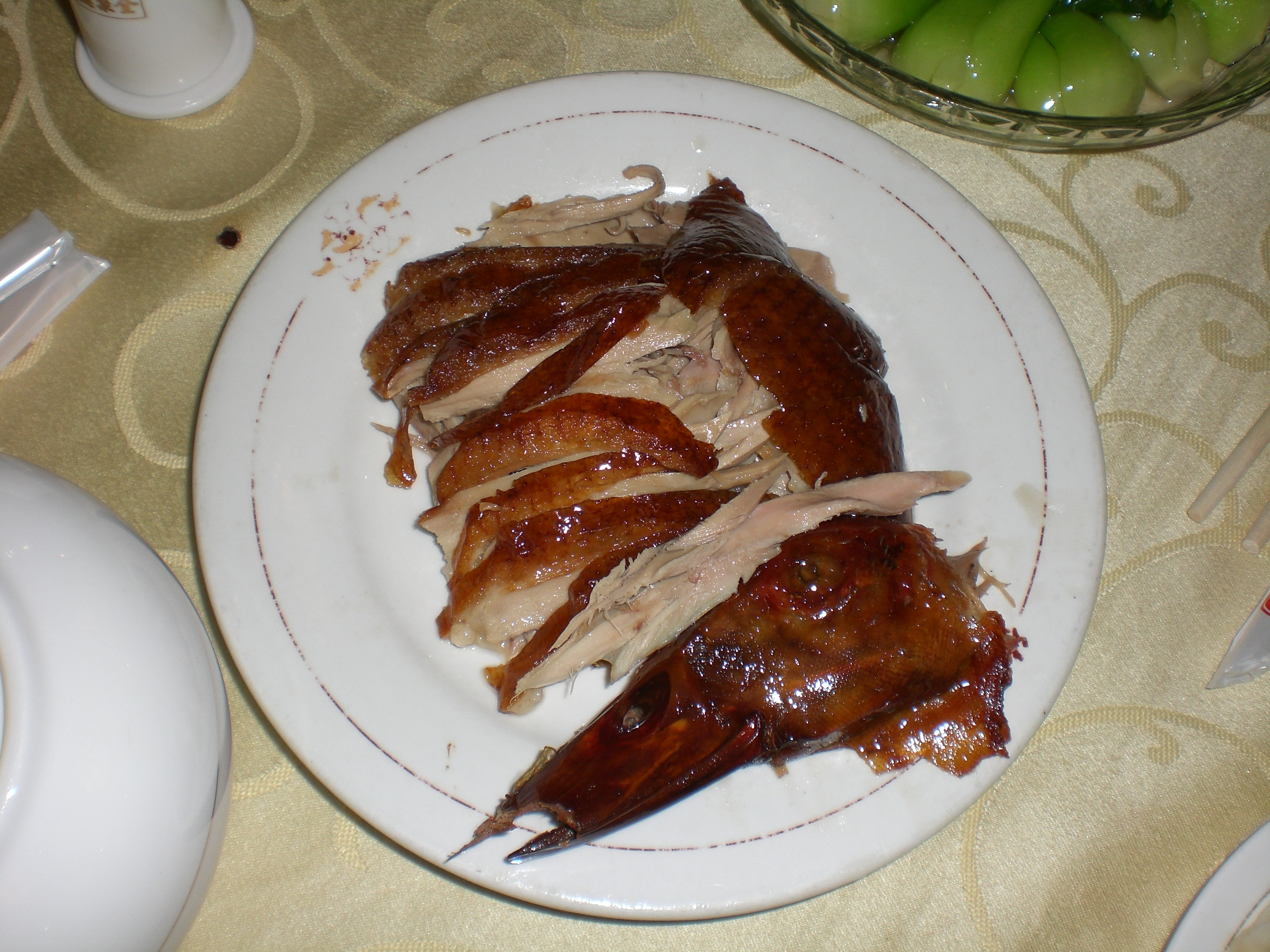
Presentazione del piatto alla maniera tradizionale

Nella ricetta originaria l'anatra (di razza Pechino) è uccisa da 24 a 48 ore in anticipo. Praticando un'incisione al livello del codrione e soffiando, la pelle viene staccata dalla carne e l'anatra è poi spalmata di un miscuglio, contenente in particolare miele, ed è infine appesa in un locale ben aerato.
Il piatto originale consisteva unicamente della pelle di anatra tagliata a lamelle, ma in seguito alle "richieste" occidentali, questo piatto è ora servito così: la pelle e la carne sono tagliate a fette che s'inzuppano in una salsa, prima di arrotolarle in piccole crespelle con un pezzo di cipolla verde o di bianco di porro affettato in modo sottile. Il tutto è accompagnato da un brodo preparato a partire dalla carcassa e da una verdura conservata nell'aceto, il cui retrogusto un po' aspro è considerato come un buon accompagnamento per un piatto un po' grasso dal gusto forte. In base all'abilità del capocuoco, la stessa anatra sarà preparata e presentata in varie portate, solitamente da due a quattro, secondo i desideri del cliente.